# Cutii chinezești
Cutiile chinezești sunt un set de cutii de dimensiuni în serie crescătoare, fiecare se încadrează în următoarea cutie mai mare.
Un stil tradițional în designul chinezesc, cutiile în alte cutii s-au dovedit o opțiune populară de ambalare în Occident din motive de noutate sau de afișare.
Păpușa rusă matrioșka este o interpretare modernă a acestei forme.
La fel ca în exemplul de mai sus, astfel de cutii în cutii au inspirat forme similare de ambalare în întreaga lume, dar și-au găsit folosirea și ca descriere figurativă, oferind un exemplu ilustrativ pentru a demonstra situații de aranjamente imbricate conceptual sau recursive.
În literatură, o cutie chinezească se referă la o povestire în ramă, un roman sau o dramă care este spusă sub forma unei narațiuni în interiorul unei narațiuni (și așa mai departe), oferind puncte de vedere din diferite perspective. Exemplele includ dialogul lui Platon Symposion, romanul lui Mary Shelley din 1818, Frankenstein, Misterul solitar de Jostein Gaarder, La răscruce de vânturi de Emily Brontë și Inima întunericului de Joseph Conrad.